# Adios: The Greatest Hits
Adios: The Greatest Hits — сборник американской христианской рок-группы Audio Adrenaline, выпущенный 1 августа 2006 года на лейбле ForeFront Records.

## История
Adios был выпущен через семь месяцев после того, как группа объявила о своём расформировании из-за болезни голосовых связок вокалиста Марка Стюарта. Альбом представляет собой сборник лучших хитов группы, а также двух новых песен. Альбом также содержит DVD с комментариями других христианских групп, таких как TobyMac, Steven Curtis Chapman, MercyMe, Pillar, Kutless, Sanctus Real и Relient K. Альбом был выпущен 1 августа 2006 года.

## Отзывы
| Оценки критиков     | Оценки критиков |
| Источник            | Оценка          |
| ------------------- | --------------- |
| AllMusic            | [ 1 ]           |
| Jesus Freak Hideout | [ 2 ]           |

Альбом получил положительные отзывы от музыкальных критиков. Джон ДиБиасе из Jesus Freak Hideout дал альбому 4,5 звезды из 5 и назвал его «достойным выходом Audio Adrenaline под занавес и абсолютным обязательным дополнением к коллекции фанатов». Джеймс Кристофер Монгер из AllMusic поставил альбому 3 звезды из 5, похвалив вокал Марка Стюарта на новых треках. Расс Бреймайер из Christianity Today дал положительную рецензию, но был разочарован тем, что компиляция не была более подходящей для прощальной пластинки. Он написал: «Audio Adrenaline заслуживают всеобъемлющей антологии на двух дисках, чтобы отдать им должное. Adios больше похож на пробник и обзор для случайных поклонников, а не на шикарное прощание, предназначенное для давних приверженцев».

## Список композиций
| №                   | Название                         | Автор(ы)                                                                                             | Оригинальный альбом     | Длительность |
| ------------------- | -------------------------------- | --- | ----------------------- | ------------ |
| 1.                  | «Big House»                      | Barry Blair, Derrick Bostrom, Bob Herdman, Cris Kirkwood, Curt Kirkwood, Will McGinniss, Mark Stuart | Don’t Censor Me         | 3:31         |
| 2.                  | «We're a Band»                   | Blair, Herdman, McGinniss, Stuart                                                                    | Don't Censor Me         | 3:59         |
| 3.                  | «Never Gonna Be as Big as Jesus» | Blair, Herdman, McGinniss, Stuart                                                                    | Bloom                   | 4:26         |
| 4.                  | «Goodbye»                        | Tyler Burkum, Ben Cissell, Herdman, McGinniss                                                        | —                       | 3:11         |
| 5.                  | «Chevette»                       | Herdman, McGinniss, Brian McSweeney, Stuart                                                          | Some Kind of Zombie     | 3:57         |
| 6.                  | «Some Kind of Zombie»            | Blair, Herdman, McGinniss, Stuart                                                                    | Some Kind of Zombie     | 4:47         |
| 7.                  | «Get Down»                       | Burkum, Cissell, Herdman, McGinniss, Stuart                                                          | Underdog                | 3:15         |
| 8.                  | «Hands and Feet»                 | Burkum, Herdman, McGinniss, Stuart                                                                   | Underdog                | 4:05         |
| 9.                  | «Mighty Good Leader»             | Burkum, Cissell, Herdman, McGinniss, Stuart                                                          | Underdog                | 3:14         |
| 10.                 | «Ocean Floor»                    | Burkum, Cissell, Herdman, McGinniss, Stuart                                                          | Lift                    | 4:07         |
| 11.                 | «Beautiful»                      | Burkum, Cissell, Herdman, McGinniss, Stuart                                                          | Lift                    | 3:48         |
| 12.                 | «Blaze of Glory»                 | Macdonald, Peters, Sharp                                                                             | —                       | 3:34         |
| 13.                 | «Leaving 99»                     | Burkum, Cissell, Herdman, McGinniss, Stuart                                                          | Worldwide               | 3:26         |
| 14.                 | «Pierced»                        | Burkum, Cissell, Herdman, McGinniss, Stuart                                                          | Worldwide               | 3:43         |
| 15.                 | «Miracle»                        | Burkum, Cissell, Herdman, McGinniss, Stuart                                                          | Worldwide               | 3:15         |
| 16.                 | «King»                           | Burkum, Cissell, Herdman, McGinniss, Stuart                                                          | Until My Heart Caves In | 4:33         |
| 17.                 | «Starting Over»                  | Burkum, Cissell, Herdman, McGinniss, Stuart                                                          | Until My Heart Caves In | 3:35         |
| Общая длительность: | Общая длительность:              | Общая длительность:                                                                                  | Общая длительность:     | 64:55        |

| №   | Название                | Оригинальный альбом | Длительность |
| --- | ----------------------- | ------------------- | ------------ |
| 18. | «Down In the Lowlands»  | —                   | 4:13         |
| 19. | «Hands and Feet» (Live) | Underdog            | 4:35         |
| 20. | «Ocean Floor» (Live)    | Lift                | 4:11         |